# Paraclinus rubicundus
Paraclinus rubicundus е вид лъчеперка от семейство Labrisomidae.

## Разпространение
Видът е разпространен в Бразилия.